# Nacaduba lycoreia
Nacaduba lycoreia är en fjärilsart som beskrevs av Hans Fruhstorfer 1916. Nacaduba lycoreia ingår i släktet Nacaduba och familjen juvelvingar. Inga underarter finns listade i Catalogue of Life.